# Raquel Murillo
Raquel Murillo (Lisboa) é uma personagem fictícia das séries La casa de papel e Berlim, da Netflix, interpretada por Itziar Ituño. Ela era a inspetora do Corpo de Polícia Nacional encarregada da investigação do assalto à Casa da Moeda, mas foi afastada do caso por seu envolvimento com o Professor. Mais tarde, ela se juntou ao time de ladrões para assaltar o Banco da Espanha.

## Biografia da personagem
Raquel é a inspetora do Corpo Nacional de Polícia encarregada de negociar com os assaltantes nas Partes 1 e 2. No entanto, durante as negociações, conhece o Professor, que se aproxima dela sob a identidade de Salvador Martín, e os dois engatam uma relação. Raquel se apaixona por ele e mesmo após descobrir sua verdadeira identidade, decide ajudá-lo ao invés de prendê-lo, tornando-se um membro do bando. Como o restante do grupo de assaltantes, ela adota o nome de uma cidade, Lisboa, para esconder sua identidade.

## Caracterização
Ituño descreveu Raquel como uma "mulher forte e poderosa num mundo de homens, mas também sensível na sua vida privada". A atriz inspirou-se na personagem de O Silêncio dos Inocentes, Clarice Starling, uma estudante do FBI com uma vida familiar confusa que desenvolve simpatias por um criminoso. Álex Pina, criador da série, descreveu a história de Raquel como uma ex-esposa abusada apaixonando pelo Professor como "muito poderosa, muito romântica". O casal formado por lados opostos "realçava o gênero" da série e representava algo que os produtores "queriam explorar".